# Konjiki yasha
Konjiki yasha (金色夜叉 Kim sắc dạ xoa, nghĩa là "Con quỷ màu vàng") là một tiểu thuyết dang dở của nhà văn người Nhật Ozaki Kōyō, có nội dung khắc họa cái giá xã hội của tiến trình hiện đại hóa khi mà đồng tiền có mãnh lực chiến thắng tình yêu. Truyện được xuất bản trên báo Yomiuri Shimbun từ ngày 1 tháng 1 năm 1897 đến tháng 3 năm 1903, chưa hoàn tất thì tác giả qua đời. Konjiki yasha của Ozaki Kōyō cùng với Hototogisu của Tokutomi Roka là hai tác phẩm văn học bán chạy nhất thời kỳ Minh Trị.
Tiểu thuyết được xem là đỉnh cao của nghệ thuật Ozaki Kōyō và đã được chuyển thể thành nhiều tác phẩm sân khấu, điện ảnh cũng như âm nhạc. Nhờ tác phẩm này mà thành phố Atami (tỉnh Shizuoka, Nhật Bản) được nhiều người biết đến hơn. Thành phố có một bức tượng khắc họa hình ảnh hai nhân vật chính của truyện.

## Cốt truyện
Hai học sinh cấp ba là Hazama Kanichi và Shigisawa Miya vốn yêu nhau và dự định sẽ kết hôn. Tuy nhiên, cha mẹ Miya muốn con mình kết hôn với Toyama Tadatsugu - con trai một chủ ngân hàng giàu có. Không cưỡng lại được ý muốn đó, Miya đã bội ước với Kanichi. Đau khổ và đắng cay, Kanichi bỏ học và quyết tâm trở nên giàu có, sau trở thành một kẻ cho vay nặng lãi khét tiếng. Về chung sống với tay chơi Tadatsugu phụ bạc, Miya mới nhận ra mình vẫn còn yêu Kanichi và cảm thấy thất vọng vì cuộc hôn nhân không hạnh phúc, trong khi Kanichi thì không thể yêu ai nữa dù cho cô gái Akagashi (cũng là người cho vay nặng lãi) theo đuổi anh...

## Bức tượng ở Atami
Ở thành phố Atami thuộc tỉnh Shizuoka, Nhật Bản, có một bức tượng khắc họa cảnh Kanichi tung chân đá Miya vào đêm chia tay trên bãi biển Atami. Gần địa điểm đặt tượng còn có một cây thông được gọi là thông Miya.

## Tác phẩm chuyển thể

### Điện ảnh
- 1912: Konjiki yasha
- 1918: Zokû Konjiki yasha: đạo diễn Oguchi Tadashi
- 1922: Kessakushûsui konjiki yasha: đạo diễn Yoshinobu Ikeda
- 1923: Konjiki yasha: Miya no maki (金色夜叉 宮の巻) (1923): đạo diễn Teinosuke Kinugasa
- 1937: Konjiki yasha: đạo diễn Shimizu Hiroshi
- 1954: Konjiki yasha: đạo diễn Shima Kōji

### Truyền hình
Nhật Bản
- 1955: Konjiki yasha
- 1962: Kintetsu kinyou gekijyou konjiki yasha (近鉄金曜劇場 金色夜叉)
- 1963: Komedifurankīzu Emi-setsu konjiki yasha (コメディフランキーズ 笑説金色夜叉)
- 1965: Konjiki yasha: đài NHK
- 1966: Konjiki yasha: đài Fuji TV
- 1973: Suiyō dorama konjiki yasha (水曜ドラマ 金色夜叉): đài NHK
- 1982: Doyōgekijō konjiki yasha (土曜劇場 金色夜叉): đài TV Tokyo
- 1990: Shin kin'iroyorumata hyakunen'nokoi (新金色夜叉 百年の恋): đài Fuji TV

Đài Loan
- 1963: Kim sắc dạ xoa: đạo diễn Lâm Phúc Địa
- 1997: Kim sắc dạ xoa (tựa dịch sang tiếng Việt là Mãnh lực đồng tiền): đài Trung thị. Phim lấy bối cảnh là Trung Hoa Dân Quốc thập niên 1950, 1960. Đạo diễn: Lâm Phúc Địa. Diễn viên chính: Lâm Thoại Dương (vai Trần Triết Chí, ứng với Hazama Kanichi của truyện), Trương Đình (vai Lâm Lệ Tử, ứng với Shigisawa Miya của truyện).